# Ким Ынджи
Ким Ынджи́ (кор. 김은지; род. 23 января 1990, Танджин, Чхунчхон-Намдо) — южнокорейская кёрлингистка.
В составе женской сборной Республики Корея участник зимних Олимпийских игр 2014 года (играла на позиции третьего, женская команда Республики Корея заняла восьмое место), призёр чемпионата мира, чемпион Панконтинентального чемпионата и зимних Азиатских игр, призёр Тихоокеанско-Азиатского чемпионата, призёр зимних Универсиад. Чемпион и призёр женского чемпионата Республики Корея.
В «классическом» кёрлинге (команда из четырёх человек одного пола) в основном играет на позициях четвёртого и первого. Много сезонов является скипом команды.

## Достижения
- Чемпионат мира по кёрлингу среди женщин: бронза (2024).
- Панконтинентальный чемпионат по кёрлингу: золото (2023), серебро (2024).
- Тихоокеанско-азиатский чемпионат по кёрлингу: золото (2010, 2013), серебро (2011, 2015), бронза (2019).
- Зимние Азиатские игры: золото (2025).
- Чемпионат Республики Корея по кёрлингу среди женщин: золото (2011, 2013, 2015, 2019, 2023, 2024, 2025), серебро (2020, 2022), бронза (2012, 2016 2017, 2018, 2021).
- Тихоокеанско-Азиатский чемпионат по кёрлингу среди юниоров: бронза (2009).

## Команды
| Сезон   | Четвёртый  | Третий      | Второй     | Первый        | Запасной                                                               | Турниры                                             |
| ------- | ---------- | ----------- | ---------- | ------------- | ---------------------------------------------------------------------- | --------------------------------------------------- |
| 2008—09 | Ким Ынджи  | Ом Минджи   | Ём Юн Джон | Chung Mi Youn | Park Sae Nal тренер: Lim Sung Min                                      | ТАЧЮ 2009                                           |
| 2010—11 | Ким Джисон | Ли Сыльби   | Ким Ынджи  | Lee Hye-Soo   | тренер: Chung Young Sup                                                | ЗУ 2011                                             |
| 2010—11 | Ким Джисон | Ли Сыльби   | Син Мисон  | Ким Ынджи     | Ли Хёнджон тренер: Чхве Мин Сок                                        | ТАЧ 2010 · ЧМ 2011 (11 место)                       |
| 2011—12 | Ким Джисон | Ли Сыльби   | Ким Ынджи  | Ли Хёнджон    | Син Мисон тренер: Чхве Мин Сок                                         | ТАЧ 2011                                            |
| 2011—12 | Ким Джисон | Ли Сыльби   | Син Мисон  | Ким Ынджи     | Ли Хёнджон тренер: Чхве Мин Сок                                        | ЧМ 2012 (4 место)                                   |
| 2012—13 | Ким Джисон | Ли Сыльби   | Ом Минджи  | Ким Ынджи     |                                                                        |                                                     |
| 2013—14 | Ким Джисон | Ким Ынджи   | Син Мисон  | Ли Сыльби     | Ом Минджи тренеры: Чон Ён Соп, Чхве Мин Сок                            | ТАЧ 2013                                            |
| 2013—14 | Ким Джисон | Ким Ынджи   | Ом Минджи  | Ли Сыльби     | тренер: Choi Min-Suk                                                   | ЗУ 2013                                             |
| 2013—14 | Ким Джисон | Ким Ынджи   | Син Мисон  | Ом Минджи     | Ли Сыльби тренеры: Чхве Мин Сок, Чон Ён Соп                            | ЗОИ 2014 (8 место)                                  |
| 2013—14 | Ким Ынджи  | Ким Джисон  | Ли Сыльби  | Ом Минджи     | Син Мисон тренер: Чхве Мин Сок                                         | ЧМ 2014 (4 место)                                   |
| 2014—15 | Ким Ынджи  | Ли Сыльби   | Ом Минджи  | Ём Юн Джон    |                                                                        |                                                     |
| 2015—16 | Ким Ынджи  | Ли Сыльби   | Ом Минджи  | Ким Джисон    | Ём Юн Джон тренер: Shin Dong-Ho                                        | ТАЧ 2015                                            |
| 2015—16 | Ким Ынджи  | Ом Минджи   | Ли Сыльби  | Ём Юн Джон    | Ким Джисон тренер: Shin Dong-Ho                                        | ЧМ 2016 (7 место)                                   |
| 2016—17 | Ким Ынджи  | Ом Минджи   | Ли Сыльби  | Ём Юн Джон    | Соль Е Ын                                                              |                                                     |
| 2017—18 | Ким Ынджи  | Ом Минджи   | Соль Е Ын  | Ём Юн Джон    | Ли Сыльби                                                              |                                                     |
| 2017—18 | Ким Ынджи  | Ом Минджи   | Ли Сыльби  | Ём Юн Джон    | Соль Е Ын                                                              | ЧРКЖ 2017                                           |
| 2018—19 | Ким Ынджи  | Ом Минджи   | Соль Е Ын  | Соль Е Джи    |                                                                        | ЧРКЖ 2018                                           |
| 2018—19 | Ким Ынджи  | Ом Минджи   | Соль Е Ын  | Ким Су Джи    | Соль Е Джи                                                             |                                                     |
| 2019—20 | Ким Ынджи  | Ом Минджи   | Ким Су Джи | Соль Е Ын     | Соль Е Джи тренер: Shin Dong-Ho                                        | ЧРКЖ 2019 · ТАЧ 2019                                |
| 2020—21 | Ким Ынджи  | Соль Е Джи  | Ким Су Джи | Соль Е Ын     | Park Yu-bin                                                            | ЧРКЖ 2020                                           |
| 2021—22 | Ким Ынджи  | Соль Е Джи  | Ким Су Джи | Соль Е Ын     | Park Yu-bin                                                            | ЧРКЖ 2021                                           |
| 2022—23 | Ким Ынджи  | Ким Мин Джи | Ким Су Джи | Соль Е Ын     | Соль Е Джи                                                             | ЧРКЖ 2022                                           |
| 2023—24 | Ким Ынджи  | Ким Мин Джи | Ким Су Джи | Соль Е Ын     | Соль Е Джи тренеры (ПКЧ, ЧМ): Shin Dongho, Guy Hemmings                | ЧРКЖ 2023 · ПКЧ 2023 · ЧМ 2024                      |
| 2024—25 | Ким Ынджи  | Ким Мин Джи | Ким Су Джи | Соль Е Ын     | Соль Е Джи тренеры: Shin Dongho (ПКЧ, ЗАИ, ЧМ), Guy Hemmings (ПКЧ, ЧМ) | ЧРКЖ 2024 · ПКЧ 2024 · ЗАИ 2025 · ЧМ 2025 (4 место) |
| 2025—26 | Ким Ынджи  | Ким Мин Джи | Ким Су Джи | Соль Е Ын     | Соль Е Джи                                                             | ЧРКЖ 2025                                           |

(скипы выделены полужирным шрифтом)